# كوبر والاس
كوبر والاس (بالإنجليزية: Cooper Wallace)‏ هو لاعب كرة قدم أمريكية أمريكي، ولد في 26 أبريل 1982.

## وصلات خارجية
- كوبر والاس على موقع مرجع كرة القدم المحترفة.كوم (الإنجليزية)